# 促猜四街觀音寺
促猜四街觀音寺，位於泰國的首都曼谷叻拋縣叻拋路的叻拋五十三街戌訕七街（Suksanti 7 Lane）的4之37號。它是由广胜法師在1983年建立的大乘佛教之佛寺。農曆新年、齋戒日及觀音誕（農曆正月初九日）均有大型活動。

## 建築
中國式的建築，主殿前方為供奉天地諸神雕像的殿堂及一對盤龍柱；主殿供奉一尊觀音腳踏蟾蜍的雕像，金童的雕像在側面，並有許多傳統的中國神佛雕塑，諸如：十二生肖、唐三藏、太歲及三十六變身的觀音雕像，還有一座素菜館及禪房供賓客靜修打坐。